# Quintus Iallius Bassus
Quintus Iallius Bassus war ein im 2. Jahrhundert n. Chr. lebender römischer Politiker. Möglicherweise ist er mit Marcus Iallius Bassus Fabius Valerianus (vollständige Namensform Marcus Iallius Marci filius Voltinia Bassus Fabius Valerianus) identisch, dessen Laufbahn durch eine Inschrift bekannt ist, die in Alba Helviorum gefunden wurde.
Iallius Bassus war in der Tribus Voltinia eingeschrieben. Aus der Inschrift geht hervor, dass er Praetor und Legatus legionis der Legio XIIII Gemina war. Durch Militärdiplome, die auf den 27. September 154 und den 8. Februar 157 datiert sind, ist belegt, dass er von 154 bis 157 Statthalter (Legatus Augusti pro praetore) der Provinz Pannonia inferior war; er ist als Statthalter der Provinz auch durch Inschriften nachgewiesen. Durch weitere Diplome, die z. T. auf den 8. Juli 158 datiert sind, ist belegt, dass Bassus 158 zusammen mit Marcus Servilius Fabianus Maximus Suffektkonsul war.
Am 14. Dezember 161 ist er als curator operum publicorum nachgewiesen. Durch zwei Inschriften ist belegt, dass er nach seinem Konsulat Statthalter in der Provinz Moesia inferior war. Aus der Inschrift mit seiner Laufbahn geht hervor, dass er danach Lucius Verus auf seinem Feldzug gegen die Parther begleitete (comes Augustorum Parthicae expeditionis) und zuletzt noch Statthalter der Provinz Pannonia superior war.